# Stipa manrakica
Stipa manrakica är en gräsart som beskrevs av Kotukhov. Stipa manrakica ingår i släktet fjädergrässläktet, och familjen gräs. Inga underarter finns listade i Catalogue of Life.